# Броненосці берегової оборони типу «Еверстен»
Броненосці берегової оборони типу «Еверстен» - тип броненосців берегової оборони  (офіційно «pantserschepen», «броньовані кораблі») Королівського флоту Нідерландів. Включав такі кораблі як Evertsen, Piet Hein та Kortenaer.

## Конструкція
Основним озброєнням корабля були три 210 міліметрові гармати, дві у спареній установці на барбеті спереду, а одна за щитом на кормі.
Мали броньований пояс по всій довжині корабля.  

## Кораблі типу[2]
| Ім'я      | Закладені | Запущений           | Введено в експлуатацію | Знятий з експлуатації | Суднобудівний завод                             |
| --------- | --------- | ------------------- | ---------------------- | --------------------- | ----------------------------------------------- |
| Kortenaer | 1893 рік  | 27 жовтня 1894 р    | 17 грудня 1895 року    | 1920 рік              | Rijkswerf, Амстердам                            |
| Evertsen  | 1893 рік  | 29 вересня 1894 р   | 1 лютого 1896 р        | 1913 рік              | Koninklijke Maatschappij De Schelde, Вліссінген |
| Piet Hein | 1893 рік  | 16 серпня 1894 року | 3 січня 1896 р         | 1914 рік              | Nederlandsche Stoomboot Maatschappij, Роттердам |